# Replicant (sistema operativo)
(replicant.us)
Replicant è un sistema operativo per cellulari, basato su Android, ma composto esclusivamente da software libero.
Si tratta di un progetto fortemente sostenuto dalla Free Software Foundation, facente parte dei "progetti ad alta priorità".

## Storia
Il progetto Replicant naque nel 2010 con l'obiettivo di sviluppare un sistema operativo completamente libero per dispositivi mobili, derivato da Android. Inizialmente supportava i dispositivi Nexus One e HTC Dream.
Il team originale era composto da Bradley M. Kuhn, Aaron Williamson, Graziano Sorbaioli e Denis Carikl.
Tutte le parti di Android che richiedevano codice proprietario sono state riscritte e sostituite con alternative libere, come il software che gestisce le comunicazioni con il modem (Radio Interface Layer - RIL). Lo stesso avvenne per la libreria relativa al sistema di posizionamento GPS, adattata dal codice rilasciato originalmente per un altro dispositivo.
Nello stesso periodo, nacque anche il progetto F-Droid, il repository di software libero, che venne preinstallato nativamente in Replicant.
Le prime versioni di Replicant si basavano su Android AOSP mentre le versioni dalla 2.2 in poi (aprile 2011) si basarono su CyanogenMod per poter supportare un maggior numero di dispositivi. Come lo sviluppo continuó, molti dei membri del team originale si ritirarono dal progetto lasciando Denis "GNUtoo" Carikli unico membro attivo. Nell'aprile 2011 Paul Kocialkowski sviluppò un port per il Nexus S e i dispositivi Galaxy S e divenne gradualmente lo sviluppatore principale.

## Caratteristiche
Replicant nasce dal codice sorgente di CyanogenMod eliminandone ogni sua componente proprietaria. Infatti Android nonostante sia distribuito sotto una licenza libera contiene in realtà alcune parti proprietarie fra cui driver e librerie. Questo sistema supporta perciò un numero limitato di smartphone e tablet.
Il nome "Replicant" è tratto dagli androidi replicanti (Replicant androids) del film Blade Runner.

## F-Droid
Replicant disapprova l'utilizzo di qualsiasi software proprietario, comprese le cosiddette Google Apps come il Google Play. In sostituzione Replicant consiglia l'utilizzo di F-Droid per trovare, installare e aggiornare applicazioni libere.

## Sicurezza
Oltre a risolvere molti potenziali problemi di sicurezza derivabili dall'utilizzo di driver di Android proprietari, il team di Replicant ha scoperto e risolto una pericolosa backdoor presente nativamente sui dispositivi Samsung Galaxy. Gli sviluppatori del progetto Replicant hanno cercato di dimostrare come sia effettivamente possibile ottenere da remoto l'accesso ai dati presenti su di un dispositivo affetto da questa vulnerabilità, ma sono stati in seguito contestati da un ricercatore della sicurezza senior di Azimuth Security, Dan Rosenberg, che disse "praticamente nessuna prova della capacità di eseguire questa funzionalità in remoto".
Sempre secondo il team di Replicant e secondo la Free Software Foundation, Replicant non è affetto da questa backdoor in quanto «Replicant non coopera con le backdoor» e non utilizza il protocollo Samsung IPC, il driver di rete incriminato come causa di questa anti-funzionalità molto grave.